# MADLAX
『MADLAX』（マドラックス）は、2004年にテレビ東京ほかにて放送されたテレビアニメ。全26話。

## 概要
タイトルは、監督の真下耕一が英語の「MAD」と「reLAXed」を組み合わせた造語である。人間が心に抱える二面性を表現しており、「引き裂かれた人間性」がテーマとなっている。脚本は、黒田洋介がシリーズ構成を経て全話を担当している。
2001年放送の『ノワール』、2007年放送の『エル・カザド』は、本作と併せて「美少女ガンアクション三部作」と称されている。その第2作目に当たる本作は、三部作の中で最もシリアスかつ激しいガンアクションが展開され、主人公のマドラックスが踊るように立ち回る作品となっている。また、物語も難解であるが、その分だけ張られた伏線の数も最多となっている。オープニングテーマ「瞳の欠片」の歌詞も伏線となっており、どう解釈するかは視聴者によるところが多い。
なお、三部作の中で唯一、テレビ大阪でも放送された。
2005年5月21日発売のムック本『MADLAX the Bible』以降は目立った動きが無かったが、2011年6月1日にはスピンオフ小説『旅する少女と灼熱の国』がHJ文庫より発売された（詳細は#関連書籍を参照）。
2018年現在は、バンダイチャンネルで全話のネット配信が行われている（第1話のみ無料、第2話以降は有料）。
ヤンマーニ
第1話で肌も露なドレスへ着替えて敵とのガンアクションを展開し、最後に残った敵のボスを独特のポージングと共に射殺するマドラックスをはじめ、彼女の戦闘シーンで流れる挿入歌「nowhere」のコーラス部分では、本作のファンの間で「ヤンマーニ」と称される謎のフレーズが連呼されている。
「nowhere」の作詞・作曲・編曲を担当した梶浦由記はこのフレーズについて、『MADLAX the Bible』で「造語ですので、聞こえたままの響きが正解だと思っていただければ」と語っている が、該当部分の歌詞は公表されておらず、不明となっていた。しかし、梶浦は2011年にラジオ番組へ出演した際、このフレーズが実は「ヤッラーヒ」であったことを告白している（詳細は梶浦由記#音楽性を参照）。
一方、上記の第1話を中心に寄せられたファンの反響を受ける形で制作者側も「ヤンマーニ」を使用していたため、結果的には公認フレーズとなった（DVD Vol.3 の解説絵、DVD Vol.8 の解説文、『MADLAX the Bible』のサブタイトル、DAMにおける「nowhere」などで使用されている）。
なお、黒田はアニメ雑誌「月刊ニュータイプ」2006年1月号で、「初めに断っておきますが、文章の出だしに『ヤンマーニ』と書きましたが、本当は『ヤンマーイ』と歌っているそうです。ビクターエンタテインメントさんから聞いた情報ですので間違いないと思われます」と語っている が、梶浦は後日の自身のブログで、「とりあえず何と言っているかはご想像にお任せ致したく思っているのですが、『ヤンマーイ』で無い事だけは保証します」と否定していた。
2019年2月に開催された犬フェス!でFictionJunction YUUKAが「nowhere」を披露した際、コーラスとしてこのフレーズを歌った貝田由里子と織田かおりは、ツイッターで「ヤンラーイ」と表記している。
他作品とのリンク
作中で使用されている通貨単位は2003年放送の『ガングレイヴ』と同じ「ユール」（ユーロのもじり）であるほか、2005年放送の『極上生徒会』には本作に登場する先進国の名を冠した「ナフレス諜報機関」の工作員が登場するなど、黒田が脚本を担当した他作品とのリンクが見られる。

## ストーリー
近代化を推し進める政府の国王派と、それに反発する反政府組織ガルザとの間で12年の長きに渡り内戦を続ける、ガザッソニカ王国。そこでは、マドラックスと名乗る美少女エージェントの名が、政府軍兵士とガルザのゲリラ双方に浸透していた。
子供のあどけなさを残す顔立ちと大人の色気を醸す肢体を併せ持ち、驚異的な戦闘能力で恐れられるマドラックスに、秘密組織アンファンのエージェントであるカロッスア・ドーンが着目する。マドラックスに遭遇しながら唯一生き残った政府軍の女性士官リメルダ・ユルグを配下に加え、執拗にマドラックスの行方を追うカロッスアの背後には、謎の男フライデー・マンデーの存在があった。
一方、ヨーロッパのような街並みを持つ先進国ナフレスではマーガレット・バートンという美少女が、メイドのエリノア・ベイカーと元家庭教師で隣人のヴァネッサ・レネに見守られながら、何不自由ない生活を送っていた。しかし、マーガレットは12年前に父へ会いに行く途中、母と飛行機事故に遭いながら無傷の単身で帰宅したうえ、事故以前の記憶をすべて失なうという現実的にはあり得ない事態に遭遇していた。そのため、ヴァネッサとエリノアはマーガレットの身に何があったのか、ひそかにその真相を気にかけていた。
マドラックスとマーガレットは対照的な生活を送っていたが、マーガレットが自宅で見つけた赤い本の秘密を探り始め、ヴァネッサが内戦の原因を探るためにガザッソニカへ飛んだことで、隠されていたマドラックスとマーガレットの接点が徐々に明らかとなり、運命が動き始める。
12年前、マーガレットの身に起こった「真実」とは何か。フライデーが唱える「本質」とは何か。そして、「本質」を巡り更なる数奇な運命に導かれるマドラックスとマーガレットを、運命の末に待ち受けるものとは何なのか。

## キャラクターと地名

### ガザッソニカ王国
1999年に始まった内戦が12年続いている（第3話での情報屋の台詞より）。親衛隊の隊長などアンファンに協力し、仕組まれた内戦と承知で従軍している国民もいる。また国内では戦闘が行われていない非武装地域もある。
マドラックス
声 - 小林沙苗
本作のメインヒロイン。幼少時に戦火の中を彷徨っていたところをSSSに拾われ、凄腕の雇われエージェントとなった。彷徨っていた当時の記憶は失われており、そうなった理由も覚えていないが、「マドラックス」という単語だけは覚えていたため、それを自分の名前にしている。拳銃の扱いに長けており、並外れた身体能力と併せて非常に高い戦闘能力を持つほか、長距離狙撃やパラシュート降下、サイレントキリング、読唇術などにも高い技能を見せている。任務については敵を殺害することに躊躇しない反面、依頼者には親身になって接する傾向があり、特にヴァネッサとは意気投合して親密な関係となった。愛用の拳銃はSIG P210。好きな料理はパスタ。
物語終盤には、12年前に「真実の扉」が開かれた際にマーガレットの「父を殺したくない」「生き残りたい」という気持ちから具現化した、彼女の分身のような存在であることが明かされる。理屈では説明が付かない神出鬼没さや敵弾からの回避能力に加え、常人なら動けなくなるほどの負傷から短時間で無傷となって復帰できるのも、そのためであった。
リメルダ・ユルグ
声 - 久川綾
ガザッソニカ軍のエリート部隊である親衛隊の女性士官で、階級は中尉。狙撃の技量は親衛隊トップと噂され（第3話）、同じ親衛隊員たちと対峙しながら脱走をやり遂げる（第18話）など近接戦闘にも優れる。陸軍司令官暗殺事件（第3話）でマドラックスと対峙して以来、彼女を追う。PSG-1を愛用しており、近接戦ではベレッタM92を使用する。マドラックスに迫る高い射撃能力を持つことから、彼女には「こわいひと」と呼ばれている。
同じくマドラックスに興味を持つカロッスアの指揮下へ入り、個人的にも親密な関係となる。元々は戦火による天涯孤独を経て入隊した（第18話）忠実な軍人であったが、やがてマドラックス本人に固執するようになり、ついには彼女に銃を投げ渡して味方の政府軍部隊を全滅させて1対1の対決に持ち込んだほか、マドラックスに同行するヴァネッサを殺そうとするまでに至る（第17話）。マドラックスから内戦の真相を知らされた後は軍やアンファンを離反し、単独でマドラックスを追う。
SSS（スリースピード）
声 - 浦山迅
マドラックスに仕事を与える謎のエージェント。マドラックスと直接会うことはなく、電話でしか話さない。
第1話で目から下の横顔は出たが、全体像は登場しなかった。『MADLAX the Bible』には、全体像の設定資料が載っている。
コースラン4世
ガザッソニカ国王。劇中では「偉大なる指導者」など呼ばれるか、報道官声明で名のみが言及される。内戦の一方の当事者である王国を率いるが、陸軍司令官ですら「7年もお会いしていない」（第3話）と語る。

### ナフレス
先進国。ガザッソニカとは企業を通じた投資や有志による和平工作などで深い関りを持つが、アンファンも深く根を下ろしている。同じく黒田洋介が脚本を担当する『BIRDIE WING -Golf Girls' Story-』では同名の国家が舞台となっているが、関係性は不明。
マーガレット・バートン
声 - 桑島法子
メイドのエリノアと2人で暮らしている女学生。12年前、飛行機事故で母（声 - 三石琴乃）と共に行方不明になり、やがて単身で帰宅するも事故以前の記憶は失われて言葉すら忘れていたが、「マドラックス」という単語だけは覚えていた。名門貴族の流れを汲む実家が莫大な財産を持つため、生活には困っていない。それゆえに多少浮世離れした性格であり、他人を疑わず簡単に付いて行ってはエリノアに心配されているが、人間を見る目はしっかりしているため、対峙した相手の本性を見抜くこともある。マドラックスと同じく、パスタが好きらしい。
自宅で見つけた赤い本については、就寝中に侵入してきたナハルの腕を掴み、寝言で「これを持っていったらあなたを殺す」と告げるほど大事にしているが、それは後にクアンジッタが読める3冊のうちの1冊『セカンダリ』であることが明らかになる。
エリノア・ベイカー
声 - 内川藍維
マーガレットのメイド兼ボディーガード。外見はマーガレットとほぼ同じ年齢のように見られるが、高校は飛び級で卒業済み。日常生活ではメイドとして優秀な技能を見せるほか、有事の際には華麗な武闘を披露する。12年前のマーガレットの単身帰宅以来、彼女へ「自分が守らなくては」という思いを強く抱くようになり、現在ではその世話を生き甲斐のように感じている。また、マーガレットと同じ学校の男子生徒の素行などをすべて把握し、彼女に素行の悪い男子が近づかないようにするなど、マーガレットには主従の関係を超えた好意も持っている。
スピンオフ作品『旅する少女と灼熱の国』では、主人公を務める。
ヴァネッサ・レネ
声 - 雪野五月
幼少時のマーガレットの家庭教師で、現在は良き隣人兼相談相手。現在のマーガレットが日常生活を送れるのは、ヴァネッサのおかげである。最高学府を優秀な成績で卒業したため、コンピュータに関する知識が豊富。自分の勤める会社と謎の組織アンファンがガザッソニカの内戦に関わっていることを知り、かつて内戦を起こした犯人という濡れ衣を着せられた両親の無実を証明すべく、行動を開始する。その際、重要な情報を求めてアンファンのコンピュータをハッキングするが、あと少しのところでそれがガザッソニカのどこかにある別のコンピュータへ転送されてしまったため、情報を回収すべくガザッソニカへ向かう。
ガザッソニカでは、ボディーガードとして雇ったマドラックスに興味を覚えて次第に親しくなっていくが、彼女に作ったサンドイッチを「まずいわ」と評されるなど、料理は苦手らしい。

### アンファン
フライデー・マンデー
声 - 江原正士
アンファンの総帥。ガザッソニカの内戦を起こした張本人であり、現在に至るまで内戦を維持し続けている。12年前に「真実の扉」を開いたことが、マーガレットの飛行機事故やマドラックスの具現化の原因となった。「真実の扉」を開いた際にマーガレットの父（声 - 大川透）の「マドラックス」から受けた邪魔と銃撃で負傷した顔の右半分を、仮面で隠している。3冊のうちの1冊『ファースタリ』の持ち主。
カロッスア・ドーン
声 - 森川智之
アンファンのエージェント。表向きはヴァネッサが勤める会社の幹部。マドラックスやマーガレットと同じく、過去の記憶がなく、それが物語の伏線の一つになっている。マドラックスの存在に興味を覚えてリメルダとともに行方を追う一方、フライデーの命令でマーガレットの持っている赤い本についても調査を進めるが、時折自分の都合の良いように嘘の報告を行うなど、必ずしも彼の思惑通りには動いていない。

### 聖地
ガザッソニカにある小さな村。
クアンジッタ・マリスン
声 - 兵藤まこ
聖地の美しき神官もしくは巫女的存在。「真実の扉」の手がかりを知っている。3冊の本に使われている古代ガザッソニカ文字を読むことができる人物であり、3冊のうちの1冊『サースタリ』の持ち主でもある。
ナハル
声 - 中野千佳代
クアンジッタに仕える謎の女性。相手に気配を読ませずに接近し、銃を持つマドラックスをナイフと体術で翻弄する（第18話）など、戦闘能力はマドラックスと同等かそれ以上。3冊の本を追ってナフレスに現れ、カロッスアやマーガレットへ何度も接触する。クアンジッタには、3冊の本に関する行動を一任されている。

### 聖都
レティシア
声 - 金田朋子
「聖都」と呼ばれる土地に存在し、聖都を「とても普通な場所」と評する正体不明の少女。意味深な言葉を語り、物語の語り手のような役割を担っている。名前は、飛行機事故に遭う前のマーガレットが大切にしていた人形と同じ。
プゥペ
レティシアの傍らにいる寡黙な少年。正体は一切不明。

## スタッフ
- 監督 - 真下耕一
- シリーズ構成・脚本 - 黒田洋介
- キャラクターデザイン - 大澤聡、芝美奈子、宮地聡子
- キャラクター監修 - 大澤聡
- メカニックデザイン - 寺岡賢司
- メカニック作画監督 - 才木康寛
- 色彩設計 - 小島真喜子
- 美術監督 - 海野よしみ
- 撮影監督 - 鎌田克明、斎藤仁
- 編集 - 森田清次
- 音楽 - 梶浦由記
- 音響監督 - なかのとおる
- プロデューサー - 北山茂、浜元達哉
- アニメーション制作 - ビィートレイン
- 製作 - ビクターエンタテインメント

## 主題歌
全曲 作詞・作曲・編曲 - 梶浦由記 / 歌 - FictionJunction YUUKA
オープニングテーマ
「瞳の欠片」
エンディングテーマ
「inside your heart」
挿入歌
「nowhere」
「I'm here」

## 各話リスト
「放送日」はテレビ東京での日付。
| 話数   | サブタイトル      | 絵コンテ          | 演出     | 作画監督         | 放送日        |
| ------ | ----------------- | ----------------- | -------- | ---------------- | ------------- |
| 第1話  | 銃舞 -dance-      | 真下耕一          | 有江勇樹 | 門智昭           | 2004年 4月5日 |
| 第2話  | 紅月 -crimson-    | 澤井幸次          | 黒川智之 | なかじまちゅうじ | 4月12日       |
| 第3話  | 蒼月 -moon-       | 澤井幸次          | 守岡博   | 津幡佳明         | 4月19日       |
| 第4話  | 誘惑 -ask-        | 黒澤雅之          | 黒澤雅之 | 大澤聡           | 4月26日       |
| 第5話  | 無在 -none-       | 川面真也          | 黒川智之 | なかじまちゅうじ | 5月3日        |
| 第6話  | 遺言 -leave-      | 有江勇樹          | 有江勇樹 | 門智昭           | 5月10日       |
| 第7話  | 繪本 -nature-     | 澤井幸次          | 川面真也 | 岩岡優子         | 5月17日       |
| 第8話  | 魂言 -soul-       | 澤井幸次          | 川面真也 | 岩岡優子         | 5月24日       |
| 第9話  | 残香 -scent-      | 守岡博            | 守岡博   | 津幡佳明         | 5月31日       |
| 第10話 | 浸触 -dive-       | 澤井幸次          | 黒澤雅之 | 竹上貴雄         | 6月7日        |
| 第11話 | 異国 -object-     | 澤井幸次          | 黒川智之 | 門智昭           | 6月14日       |
| 第12話 | 消意 -close-      | 黒澤雅之          | 有江勇樹 | なかじまちゅうじ | 6月21日       |
| 第13話 | 覚鳴 -awake-      | 川面真也          | 川面真也 | 山下喜光         | 6月28日       |
| 第14話 | 忘想 -memory-     | 澤井幸次          | 黒澤雅之 | 大澤聡           | 7月5日        |
| 第15話 | 偽争 -camouflage- | 守岡博            | 守岡博   | 津幡佳明         | 7月12日       |
| 第16話 | 銃韻 -moment-     | 澤井幸次          | 黒川智之 | 門智昭           | 7月19日       |
| 第17話 | 殺那 -reunion-    | 澤井幸次 真下耕一 | 有江勇樹 | 岩岡優子         | 7月26日       |
| 第18話 | 双離 -duo-        | 川面真也          | 川面真也 | 竹上貴雄         | 8月2日        |
| 第19話 | 獲本 -holy-       | 守岡博            | 守岡博   | 山下喜光         | 8月9日        |
| 第20話 | 真争 -wish-       | 澤井幸次          | 黒川智之 | 津幡佳明         | 8月16日       |
| 第21話 | 告薄 -guilty-     | 有江勇樹 黒澤雅之 | 有江勇樹 | 門智昭           | 8月30日       |
| 第22話 | 撃情 -rage-       | 澤井幸次          | 黒澤雅之 | 大澤聡 竹上貴雄  | 8月30日       |
| 第23話 | 迷心 -doubt-      | 守岡博            | 守岡博   | 山下喜光         | 9月6日        |
| 第24話 | 献心 -hearts-     | 川面真也          | 川面真也 | 津幡佳明         | 9月13日       |
| 第25話 | 聖血 -saint-      | 澤井幸次          | 黒川智之 | 門智昭           | 9月20日       |
| 第26話 | 欠片 -pupil-      | 澤井幸次 真下耕一 | 有江勇樹 | 大澤聡           | 9月27日       |

## 放送局
| 放送対象地域 | 放送局     | 放送期間                       | 放送日時           | 放送系列 | 備考        |
| ------------ | ---------- | ------------------------------ | ------------------ | -------- | ----------- |
| 関東広域圏   | テレビ東京 | 2004年4月6日 - 9月28日         | 月曜 25:30 - 26:00 | TXN      | -           |
| 大阪府       | テレビ大阪 | 2004年4月7日 - 9月29日         | 火曜 25:30 - 26:00 | TXN      | -           |
| 日本全国     | AT-X       | 2004年12月25日 - 2005年3月19日 | 土曜 11:00 - 12:00 | CS放送   | 2話連続放送 |

## 映像ソフト
ビクターエンタテインメントよりDVDとVHSで発売。
DVD
全13巻。各巻に2話ずつ収録。第1巻には化粧箱とTシャツを、第8巻には化粧箱をそれぞれ付属した限定版が存在する。
VHS
全7巻。第1巻から第5巻までは各巻に4話ずつ、第6巻と第7巻には各巻に3話ずつそれぞれ収録。

## 音楽ソフト
ビクターエンタテインメントよりCDで発売。
「瞳の欠片」
2004年5月8日発売。
オープニングテーマ「瞳の欠片」と挿入歌「nowhere」を収録した12インチシングル。
「inside your heart」
2004年7月7日発売。
エンディングテーマ『inside your heart』と挿入歌『I'm here』を収録した12インチシングル。
『MADLAX　O.S.T.』
2004年7月21日発売。
オープニングテーマ「瞳の欠片」・挿入歌「nowhere」（テレビサイズ）・BGMを収録したアルバム。
『MADLAX　O.S.T.2』
2004年9月22日発売。
エンディングテーマ「inside your heart」（テレビサイズ）とBGMを収録したアルバム。

## 関連書籍
MADLAX the Bible
2005年5月21日発売。ISBN 978-4-8942-5375-9
編集：ホビージャパン。版権絵・設定画・各話解説・スタッフ&キャストインタビューなどを収録したムック本。
旅する少女と灼熱の国
2011年6月1日発売。ISBN 978-4-7986-0238-7
著：藤原征矢、イラスト：田上俊介。エリノアを主人公としたスピンオフ小説。